# Ahmed Yassin Al Daradji
Ahmed Yassin Al Daradji (nacido en Bagdad, en 1986) es un director de cine y guionista iraquí.

## Carrera
Al Daradji nació en Bagdad en 1986. Tras licenciarse en Artes Audiovisuales en la Universidad de Bagdad, trabajó como director de fotografía, guionista y realizador para emisoras y empresas por satélite de Bagdad.
En 2004, consiguió un trabajo como sonidista en el largometraje Ahlaam, producido tras la invasión estadounidense en Irak. Después guionizó, editó y sonorizó el cortometraje My Name is Mohammed y trabajó como ayudante de producción y sonidista en el largometraje Son of Babylon.
Finalmente se trasladó a Londres, donde cursó un máster en dirección cinematográfica en la Escuela de Cine de Londres. Allí rodó su tercer cortometraje, Between the Two Banks. Antes de dirigir su primer largometraje, Jardines colgantes, participó en el taller iraquí de cortometrajes en 35 mm, donde escribió y dirigió su último corto, Children of God. Luego del estreno, Jardines colgantes fue seleccionada como la candidata iraquí a la mejor película internacional en los Premios Óscar 2024.

## Filmografía
- Jardines colgantes (2022)